# Artur Schnabel
Artur Schnabel (17. dubna 1882 Lipník, dnes Bílsko-Bělá, Polsko – 15. srpna 1951 Axenstein, dnes součást obce Morschach, Švýcarsko) byl rakouský klavírista, hudební skladatel a hudební pedagog židovského původu narozený na území dnešního Polska.

## Život
Artur Schnabel se narodil v rodině židovského obchodníka s textilem Isidora Schnabela v polské obci Lipník v západní Haličí. Byl nejmladší ze tří dětí. Měl dvě sestry Claru a Friedu. V roce 1884 se rodina přestěhovala do Vídně. Ve čtyřech letech se začal učit hrát na klavír od své starší sestry a v šesti letech ho začal učit profesor Hans Schmitt z vídeňské konzervatoře (dnes Universität für Musik und darstellende Kunst Wien). O tři roky později začal studovat u polského klavíristy a skladatele Teodora Leszetyckiho. V hudební teorii a skladbě byl žákem Eusebia Mandyczewského, který byl asistentem Johannese Brahmse.
Oficiální koncertní debut měl Schnabel v roce 1897 v Bösendorferově sále ve Vídni. Ještě v tomtéž roce měl sérii koncertů v Budapešti, Praze a v Brně. O rok později se přestěhoval do Berlína. Jeho první koncert v Berlíně se konal v Bechsteinově sále. Po skončení války koncertoval ve Spojených státech, Rusku a v Anglii. Získal si skvělou pověst díky koncertům s orchestrem řízeným Arthurem Nikischem, jako komorní hráč i jako doprovazeč své budoucí manželky, altistky Terezy Behrové.
V roce 1902 založil spolu s houslistou Alfrede Wittenbergem a violoncelistou Antonem Hekkingem Schnabelovo trio. Po jeho rozpadu je v roce 1905 obnovil s Carlem Fleschem a Jeanem Gérardym. Gérarda později vystřídal Hugo Becker. Rovněž působil v klavírním kvartetu s Bronisławem Hubermanem, skladatelem Paulem Hindemithem a Grigorijem Pjatigorským. Vystupoval také se slavnými sólisty, jako např. s houslistou Josephem Szigetim, či violoncellisty Pablo Casalsem a Pierrem Fournierem. Od roku 1925 učil na Universität der Künste v Berlíně.
V roce 1933, když přišel k moci Adolf Hitler, opustil Schnabel kvůli svému židovskému původu Berlín a žil nějaký čas v Anglii, krátce vedl mistrovské kurzy v Tremezzu na jezeře Como v Itálii a v roce 1939 odešel do USA. V roce 1944 získal americké státní občanství a stal se profesorem na univerzitě v Michiganu.
Schnabelova matka Ernestine Taubeová zůstala ve Vídni a ve věku 83 let byla v srpnu 1942 deportována do Terezína, kde o dva měsíce později zemřela. Po druhé světové válce se Schnabel již nikdy do Německa ani do Rakouska nevrátil, i když koncertoval v mnoha zemích Evropy. 

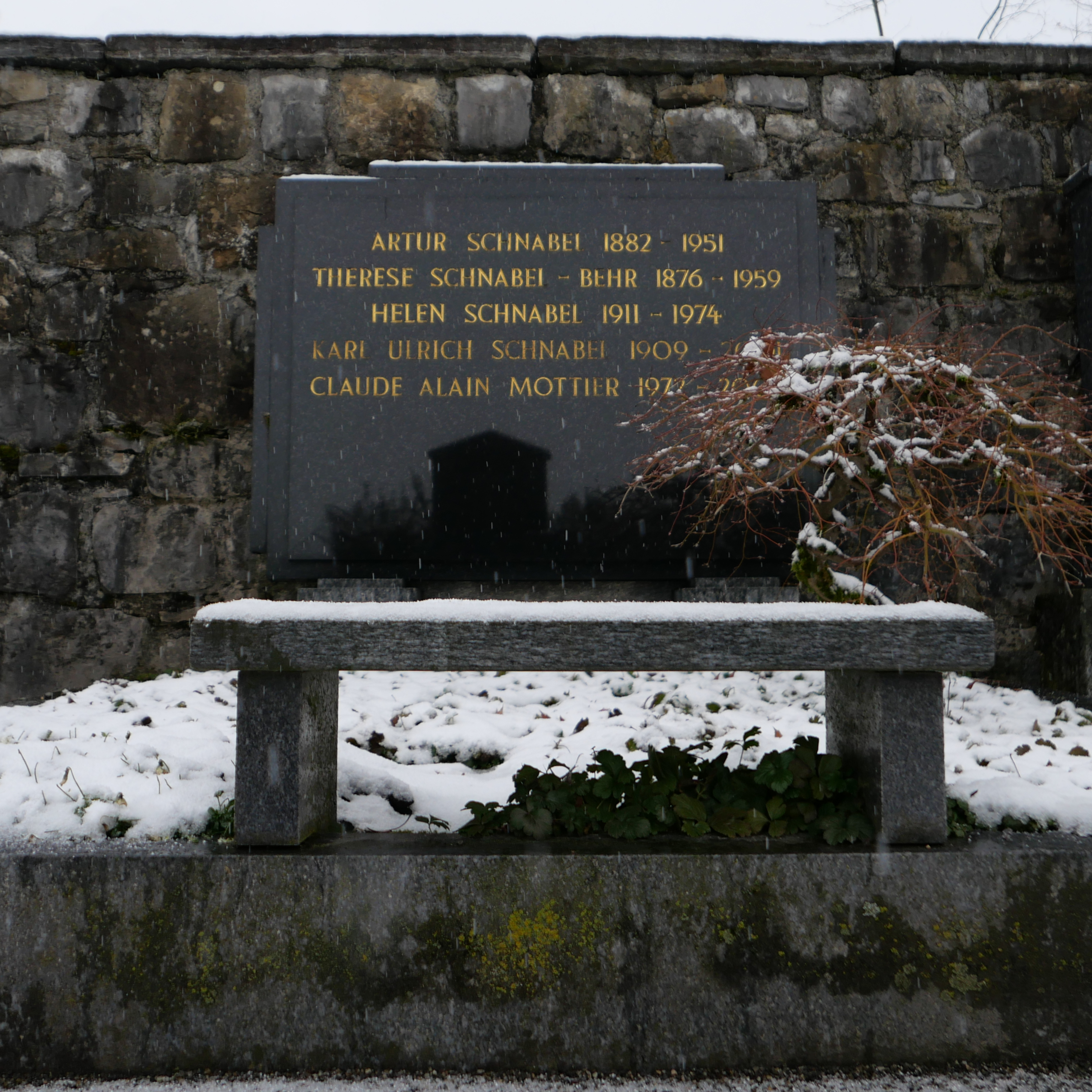
Rodinný hrob v lednu 2024.

Zemřel 15. srpna 1951 v Axensteinu ve Švýcarsku. Je pochován v nedalekém Schwyzu. V hrobě byla pohřbena i jeho manželka Therese, rozená Behr (1876–1959), která byla rovněž hudebníkem, jejich syn Karl Ulrich (1909–2001), který byl rovněž klavíristou, a jeho manželka Helen, rozená Fogel (1911–1911). 1974 ), která byla klavíristkou z USA, a její vnuk Claude Alain Mottier (1972–2002), který se také stal klavíristou a zemřel bez vlastního zavinění při dopravní nehodě. V roce 2006 obec Schwyz prohlásila rodinný hrob za památku, což znamená, že je trvale chráněn před opuštěním.

## Dílo
I když v repertoáru klavíristy Artura Schnabela převažovala díla Beethovena, Schuberta, Mozarta a Brahmse, téměř všechny jeho skladby jsou atonální.

### Komorní skladby
- 3 Fantasiestücke pro housle violu a klavír (1898)
- Klavírní kvintet (1914)
- Sonáta pro sólové housle (1918)
- Smyčcové trio (1929)
- Sonata pro sólové violoncello (1931)
- Sonata pro housle a klavír (1935)
- Smyčcový kvartet No. 1 (1915/16)
- Smyčcový kvartet No. 2 (1921)
- Smyčcový kvartet No. 3 (1922)
- Smyčcový kvartet No. 4 (1930)
- Smyčcový kvartet No. 5 (1940)
- Duodecimet, komorní orchestr (1950, René Leibowitz dokončil skladbu po Schnabelově smrti)

### Orchestrální skladby
- Klavírní koncert d-moll (1901)
- Rapsodie pro orchestr (1946)
- Symfonie č. 1 (1938/39)
- Symfonie č. 2 (1941/43)
- Symfonie č. 3 (1948/49)

### Sbory
- Dance and Secret
- Joy and Peace

### Písně
- Frühe Lieder, op. 11  pro střední hlas a klavír (1901)
- Frühe Lieder, op. 14  pro střední hlas a klavír (1899-1902)
- Notturno, op. 16 pro střední hlas (1910)

### Klavírní skladby
- Tři klavírní skladby (1898)
- Tři fantasie (1898)
- Taneční suita (1919)
- Sonáta pro klavír (1923)
- Skladba o sedmi větách (1936-1937)
- Sedm klavírních skladeb (1947)

## Spisy
- Reflections on Music. Manchester 1933
- My Life and Music. Mineola, NY: Dover Publications. Reprinted 1988. ISBN 0-486-25571-9. Transcripts of the twelve lectures held by Schnabel at the University of Chicago in 1945.
- Music, Wit, and Wisdom. Ed. Werner Grünzweig and Lynn Matheson. Hofheim: Wolke, 2009. ISBN 978-3-936000-53-5. New edition of My Life and Music, revised according to the sources held at the Music Archive of the Akademie der Künste, Berlin.
- Music and the Line of Most Resistance. Rev. and ed. edition. Ed. Lynn Matheson and Ann Schnabel Mottier. Hofheim: Wolke, 2007. ISBN 978-3-936000-51-1. First published Princeton University Press, 1942. Transcripts of lectures that Schnabel gave at Harvard University and at the University of Chicago.
- Aus dir wird nie ein Pianist (dt. Übers. von Hermann J. Metzler), 2. erweiterte Neuausgabe Hofheim 2009, ISBN 978-3-936000-52-8